# Blow River
Der Blow River ist ein etwa 130 km langer Zufluss des Arktischen Ozeans im kanadischen Territorium Yukon.

## Flusslauf
Der Blow River entspringt am Südende der Barn Range auf einer Höhe von etwa 420 m. Er fließt in überwiegend nordnordöstlicher Richtung zur Beaufortsee. Dabei trennt er die Barn Range im Westen von den nördlichen Ausläufern der Richardson Mountains im Osten. Der Blow River nimmt das Wasser mehrerer Zuflüsse auf, darunter Boulder Creek und Anker Creek von links sowie Purkis Creek von rechts. 17 km oberhalb der Mündung trifft der Rapid Creek rechtsseitig auf den Blow River. Ab Flusskilometer 10 spalten sich mehrere Mündungsarme ab. Der Blow River bildet ein 8 km breites Flussdelta. 

## Einzugsgebiet
Der Blow River entwässert ein Areal von ungefähr 3600 km². Das Einzugsgebiet grenzt im Osten an das des Mackenzie River und dessen Nebenflusses Big Fish River, im Süden an das des Porcupine River, im Südwesten an das des Old Crow River, im Westen an das des Babbage River sowie im Nordwesten an das des Running River.